# Franco Cristaldo
Franco Cristaldo, född 15 augusti 1996 i Morón, är en argentinsk fotbollsspelare av kroatiskt härkomst som spelar för Grêmio. 

## Karriär
Cristaldo debuterade i Boca Juniors den 21 november 2014 mot Arsenal de Sarandí.